# مؤسسه ملی فناوری اطلاعات هندوستان
مؤسسه ملی فناوری اطلاعات هندوستان، پانزدهمین مؤسسه پیشرو آموزش فناوری اطلاعات در سطح جهان است که به واسطه برنامه‌های آموزشی پیشرفته وروزآمد خود شناخته می‌شود. ساختار قوی پژوهشی این مؤسسه به طراحی متودولوژی‌های بسیار پیشرفته آموزشی و توسعه محتوای آموزشی فوق‌العاده قوی و ارزشمند کمک شایانی نموده است. شبکه عظیم آموزشی NIIT در بیش از۳۰ کشور دنیا در آمریکا، اروپا، آسیا، آفریقا و اقیانوسیه گسترش یافته است و ترکیبی از کلاس‌های حضوری، آموزش الکترونیکی را ارائه می‌نماید. این مؤسسه محیط آموزشی جامعی را برای اشخاص و شرکت‌ها براساس نیازهای متنوع آن‌ها به آموزش فراهم می‌آورد.
NIIT مهم‌ترین و قوی‌ترین مؤسسه آموزشی فناوری اطلاعات در هندوستان در ۲۰ سال اخیر است و از سال ۲۰۰۰ میلادی جزء ۲۰ مؤسسه آموزشی برتر جهان بوده است. NIIT اولین انتخاب کارفرمایان از سال ۲۰۰۱ میلادی است که توسط ۱۱۸ کمپانی بزرگ فناوری اطلاعات در سراسر دنیا برگزیده شده است. همچنین این مؤسسه به عنوان مهم‌ترین همکار آموزشی کمپانی معظم Microsoft از سال ۱۹۹۹ شناخته می‌شود. و بیش از ۴۰۰۰ مرکز آموزشی NIIT دسترسی دانشجویان را به پیشرفته‌ترین متودولوژی آموزشی فناوری اطلاعات در اقصی نقاط دنیا فراهم کرده است.
مؤسسه ملی فناوری اطلاعات هندوستان هم‌اکنون در شهرهای مؤسسه ملی فناوری اطلاعات هندوستان مرکز مشهد، اصفهان، تهران، همدان، آبادان، بهبهان، ماهشهر، دزفول، شیراز، یزد، نجف آباد و مبارکه شعبه دارد.